# NGC 7521
NGC 7521 је лентикуларна галаксија у сазвежђу Рибе која се налази на NGC листи објеката дубоког неба.
Деклинација објекта је - 1° 43' 50" а ректасцензија 23h 13m 35,3s. Привидна величина (магнитуда) објекта NGC 7521 износи 13,9 а фотографска магнитуда 14,9. NGC 7521 је још познат и под ознакама MCG 0-59-9, CGCG 380-11, ARAK 578, PGC 70725.